# Évora (kerület)
Évora kerület (portugálul Distrito de Évora) Portugália déli részén, Alentejo régióban található. Délről Beja, nyugatról Setúbal, északról Santarém és Portalegre kerületek, kelet felől pedig Extremadura (Spanyolország) határolja. Nevét székhelye, Évora város után kapta. Területe 7393 km², ahol 173 408 fős népesség él.[mikor?]

## Községek

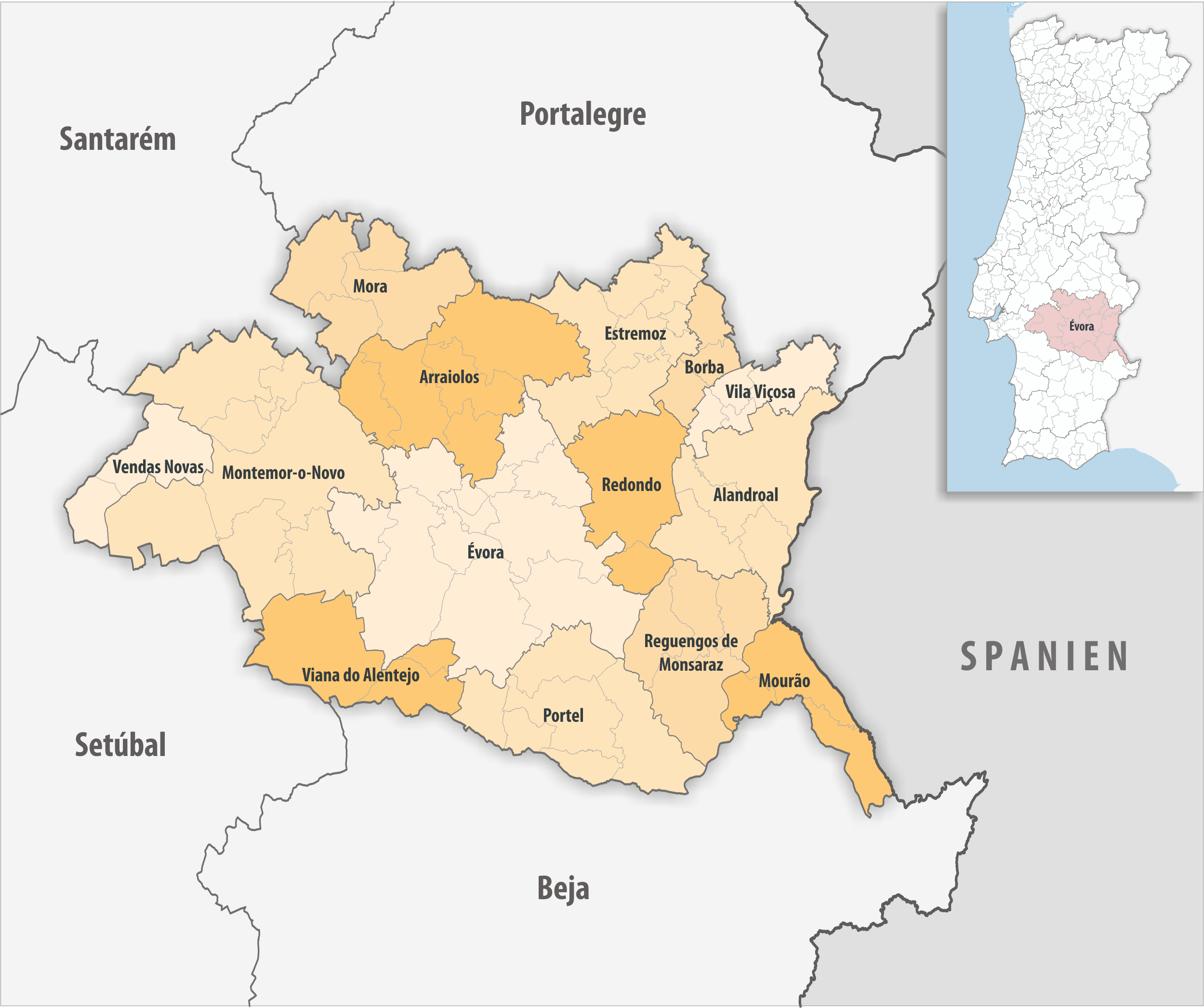
Évora kerület községei

Évora kerületben 14 község (município) található, melyek a következők:
- Arraiolos
- Borba
- Estremoz
- Évora
- Montemor-o-Novo
- Mora
- Mourão
- Portel
- Redondo
- Reguengos de Monsaraz
- Vendas Novas
- Viana do Alentejo
- Vila Viçosa

Korábban ide tartozott még Olivença is, amelyet 1801-ben, a narancsok háborúja során foglalt el Spanyolország. A hódítást a badajozi békével ismerték el, Portugália azonban máig vitatja a spanyol fennhatóságot.

## Fordítás
Ez a szócikk részben vagy egészben  az   Évora District című angol Wikipédia-szócikk ezen változatának fordításán alapul.  Az eredeti cikk szerkesztőit annak laptörténete sorolja fel. Ez a jelzés csupán a megfogalmazás eredetét és a szerzői jogokat jelzi, nem szolgál a cikkben szereplő információk forrásmegjelöléseként.

## Külső hivatkozások
- Évora kerület önkormányzatának honlapja